# 日野業子
日野 業子（ひの なりこ、観応2年（1351年）- 応永12年7月11日（1405年8月5日））は、室町幕府3代将軍足利義満の御台所である。父は日野時光。兄弟に日野資康ほか。

## 生涯
宮中に影響力を持っていた叔母の日野宣子（岡松一品）が仲介し、1375年に足利義満と結婚する。義満が京都に花の御所を造営し、共に移る。業子は和歌に秀でていたことから義満の寵愛を受けたといわれる。2人の間に成長した子はいない。ただし、『系図纂要』には仁和寺門跡法尊を業子所生とする記述がある。1405年に55歳で死去。法名は定心院。
業子と義満の婚礼により、持明院統の公家だった日野家は朝幕政界に影響力を強める。義満はその後、姪に当たる日野康子と再婚し、康子が御台所の座を継ぐ。